# Výstava úspěchů národního hospodářství
Výstava úspěchů národního hospodářství (rusky Выставка достижений народного хозяйства, zkratka VDNCh) je ruský výstavní areál, který se nachází v Severovýchodním administrativním okruhu v Moskvě, poblíž stanice metra VDNCh Kalužsko-Rižské linky. Jedná se o druhý největší výstavní komplex ve městě a také se řadí mezi 50 největších výstavišť na světě.
Výstaviště VDNCh je bohaté na architektonické památky, které na něm vyrůstaly po celá desetiletí. Představují památky sovětské éry a poskytují obraz převládajících architektonických směrů dané doby. Na území VDNCh se nachází architektonické památky Dělník a kolchoznice sochařky Věry Muchinové a architekta Borise Iofana, fontány Družba národů a Kamenný květ, pavilon Ukrajina, pavilon Kultura a pavilon Kosmos.
V roce 1997 zde bylo k 850. výročí založení Moskvy otevřeno ruské kolo s výškou 73 metrů. V roce 2016 bylo rozebráno a v září 2022 jej nahradilo nové obří kolo Slunce Moskvy, s výškou 140 metrů nejvyšší v Evropě. 
Celková rozloha VDNCh se po připojení Hlavní botanické zahrady i parku Ostankino na jaře 2014 zvýšila z předešlých 240 ha na 520 ha, plocha pavilonů je 134 tisíc m².

## Název
- 1939–1959: Všesovětská zemědělská výstava, rusky Всесоюзная сельскохозяйственная выставка (ВСХВ)
- 1959–1991: Výstava úspěchů národního hospodářství SSSR,[5] rusky Выставка достижений народного хозяйства СССР (ВДНХ СССР)
- 1992–2014: Všeruské výstaviště/Celoruské veletržní centrum, rusky Всероссийский выставочный центр (ВВЦ)
- od r. 2014: Výstava úspěchů národního hospodářství, rusky Выставка достижений народного хозяйства (ВДНХ)